# Halaelurus
Halaelurus is een geslacht van Pentanchidae en kent 7 soorten.

## Soorten
- Halaelurus boesemani Springer & D'Aubrey, 1972 – Gespikkelde kathaai
- Halaelurus buergeri (Müller & Henle, 1838) – Nagasakikathaai
- Halaelurus lineatus Bass, D'Aubrey & Kistnasamy, 1975 – Lijnkathaai
- Halaelurus maculosus White, Last & Stevens, 2007
- Halaelurus natalensis (Regan, 1904) – Tijgerkathaai
- Halaelurus quagga (Alcock, 1899) – Quaggakathaai
- Halaelurus sellus White, Last & Stevens, 2007